# Аморфофаллус белый
Аморфофа́ллус бе́лый (лат. Amorphophallus albus) — клубневое травянистое растение, вид рода Аморфофаллус (Amorphophallus) семейства Ароидные (Araceae).

## Ботаническое описание
Клубень коричневый, полушаровидный, 5—6 см высотой, 7—10 см в диаметре, каждый сезон вырастают длинные корневищные отпрыски, 23 см длиной и 1,5 см в диаметре.

### Листья
Лист единичный. Черешок от бледно-зелёного до серовато-зелёного, с нерегулярными удлинёнными и округлыми пятнами и беловатыми крапинками, 40—70 см длиной, 1,5—2 см в диаметре, гладкий. Листовая пластинка около 80 см в диаметре, жилки крылатые; листочки эллиптически-ланцетовидные, 2—12 см длиной, 1—3 см шириной, заострённые.

### Соцветие и цветки
Соцветие единичное, на длинной цветоножке 16—30 см длиной, 1—2 см в диаметре. Покрывало формы ракушки, узко-овальное, 12—22 см длиной, 6—10 см шириной, заострённое, край пластинки загнут внутрь, снаружи у основания от зелёного до светло-зелёного, внутри кремово-белое; снаружи пластинка светло-зелёная, с тёмно-зелёными пятнами, по краям с многочисленными неясными белыми точками, внутри кремово-белая со слабыми бледно-зелёными разводами, у основания густо-бородавчатая.
Початок воспроизводит во время женской фазы цветения тяжёлый газообразный запах, сидячий, ярко-бледно-зелёный, становится желтоватым во время мужской фазы цветения, немного изогнутый, короче покрывала примерно на 13,5 см.
Женская зона цилиндрическая, около 1 см длиной, 1,2—1,3 см в диаметре, цветки скучены; завязь ярко-зелёная, сжатая, угловатая в поперечном сечении, около 1,5 см высотой, 2,5—3 мм в диаметре, двухгнёздная, но одно гнездо уменьшенное и стерильное; столбик ориентирован строго параллельно оси покрывала, ярко-зелёный, по краю от бледно- до желтовато-зелёного, 2—2,5 мм длиной, около 1 мм в диаметре; рыльце боковое, немного выгнутое, дискообразное, около 1,5 мм в диаметре, около 0,8 мм толщиной, шероховатое.
Стерильная зона между мужскими и женскими цветками раздутая, немного коническая, 1—2,5 см длиной, 1—1,8 см в диаметре. Стаминодии скучены, состоят их стерильных цветков всевозможных видов, не совсем белых, немного полусферических, нерегулярных, наибольшие около 12 мм длиной и 7 мм шириной, с мелкими нерегулярными впадинами или с несколькими нерегулярными углублениями.
Мужская зона узкоконическая, вершина слегка расширенная, около 4 см длиной и 0,8 см в диаметре, 1,5 см в диаметре у основания, цветки скученные. Мужские цветки состоят из 3 или 4 (или 5) тычинок; тычинки около 2 мм длиной, нити полностью сросшиеся, не совсем белые, около 1,3 мм длиной; пыльники около 0,7 мм длиной и 2 мм шириной, усечённые; теки не совсем белые, вскрываются верхушечными округлыми порами; связник грязно-бело-желтоватый, плоский, приподнятый после цветения.
Придаток узкоконический, около 6 см длиной и 1,6 см в диаметре, мелкоморщинистый, тупой на вершине.
Ягоды при созревании красные, яйцевидные.

## Распространение
Встречается в провинциях Сычуань и Юньнань Китая.
Растёт на открытых местах, в засушливых зарослях, на высоте 800—1000 м над уровнем моря.